# Asahi Beer Silver Star
Asahi Beer Silver Star est un club japonais de football américain basé à Kawasaki et sponsorisé par la marque de bière Asahi. 

## Palmarès
- Vainqueur du Rice Bowl : 1993, 1994, 1999
- Champion de la X League : 1999
- Vice-champion de la X League : 1998, 2003, 2004
- Champion du Japon (corpo) : 1989, 1992, 1993
- Vice-champion du Japon (corpo) : 1987